# Ivan Štuhec
Ivan Janez Štuhec, slovenski rimskokatoliški duhovnik,  teolog in filozof morale, pisatelj * 17. november 1953, Celje.
Po končani osnovni šoli pri Mali Nedelji in v Ljutomeru je maturiral na gimnaziji Frana Miklošiča v Ljutomeru. Teologijo je študiral v Ljubljani in Mariboru ter bil leta 1981 posvečen v duhovnika mariborske škofije.
Leta 1988 je doktoriral iz moralne teologije na papeški univerzi Gregoriani v Rimu in postal asistent na Teološki fakulteti Univerze v Ljubljani, kjer zdaj kot profesor predava osnovno moralno teologijo in družbeni nauk Cerkve. Deset let je bil študentski duhovnik v Mariboru, od leta 1996 pa je direktor zavoda Antona Martina Slomška v Mariboru, v okviru katerega deluje škofijska gimnazija. Kot član različnih cerkvenih komisij in kot tajnik Plenarnega zbora Cerkve na Slovenskem je ves čas spremljal dogajanja v Cerkvi in družbi. Njegovi znanstveni, strokovni in poljudni spisi ter članki so pretežno družbeno-etične narave.

## Nazivi
- redni profesor Teološke fakultete
- izredni profesor za moralno teologijo (2000)
- docent (1993)
- predavatelj (1988)

## Dela
- Družbeni nauk Cerkve, 1997 (interno gradivo) (COBISS)
- Družbene presoje, Ljubljana, Družina, 2002 (COBISS)
- Smer - osvobojena dežela, Ljubljana, Mladinska knjiga, 2005 (COBISS)
- Cerkev - sveta in prekleta, Celje, Mohorjeva družba, 2005 (COBISS)
- Leksikon krščanske etike (vodja projekta; izvršni urednik Anton Mlinar), Mohorjeva družba, 2009
- Veter v megli: komentarji in predavanja 2000-2012, 2012
- Slovenija brez Patrie in Zvonov, 2017
- Zgodbe iz nahrbtnika: romarjevi vtisi s poti po domovini, 2021
- Teološki temelji morale (Celjska Mohorjeva družba, 2024; 528 str.)